# C/1921 H1 (Dubiago)
C/1921 H1 (Dubiago) ist ein Komet vom Halley-Typ (d. h. 20–200 Jahre Umlaufzeit), der im Jahre 1921 entdeckt wurde.
Der Komet wurde am 24. April 1921 von Alexander Dmitrijewitsch Dubjago an der Kasaner Universitätssternwarte entdeckt. Die Sichtung war bei einer geschätzten Helligkeit von 10,5m durch das Mondlicht erschwert, konnte aber tags darauf von A. N. Lexin an der Universitätssternwarte bestätigt werden. Ab dem 19. April kam es zu weiteren Beobachtungen durch mehrere Astronomen, Konstantin Dorimedontowitsch Pokrowski vom Pulkowo-Observatorium, Richard Reinhard Emil Schorr von der Hamburger Sternwarte, William Reid  in Kapstadt, Cuno Hoffmeister an der Sternwarte Sonneberg und Georg von Struve an der Sternwarte Berlin-Babelsberg.
Die Erscheinung wurde als schwacher nebelähnlicher Fleck beschrieben, einige berichteten, keinen Kern erkennen zu können, andere sprachen von einer Verdichtung zur Mitte hin. Die Helligkeitsangaben lagen bei zirka 11m.
Auf Basis der Beobachtungsdaten wurden von Astronomen verschiedene Umlaufzeiten ermittelt, die in Jahren 61,0 (Muraveva), 62,4 (Brian Marsden), 67,0 (Hadeo Hirose) und 79,5 Jahren (Dubjago) ergaben. Der von JPL Solar System Dynamics angegebene Wert auf Basis von 27 Beobachtungsdaten aus dem Jahre 1921 liegt bei 70,727 Jahren mit einer Ungenauigkeit ({\displaystyle \sigma }-Wert) von 2,431 Jahren. Das Nasa Planetary Data System nennt eine Dauer von 62,3 Jahren.  Eine Wiederkehr gemäß den genannten Umlaufzeiten in den 1980er oder 1990er Jahren konnte nicht beobachtet werden. Die letzte dokumentierte Beobachtung stammt von George Van Biesbroeck vom 7. Juli 1921 mit einer Helligkeit von 13,5m und beschreibt den Kometen als rund mit einem Durchmesser von 40 Bogensekunden und einer schwachen Verdichtung.